# Облога Кале (1558)
Облога Кале в січні 1558 — військовий епізод під час Італійської війни 1551—1559 років між Францією та Габсбурзькою Іспанією, союзником якої з 1557 року виступила Англія. Облога завершилась захопленням портового міста Кале Францією.
Область Кале перебувала під владою Англійського королівства з 1347 року, з часів Столітньої війни. До 1550-х років Англією правили Марія I та її чоловік, король Іспанії Філіп II. Коли Англійське королівство підтримало іспанське вторгнення до Франції, король Франції Генріх II послав герцога Гіза з метою захопити Кале, яке захищав Томас Вентворт, 2-й барон Вентворт. Після невдачі в середині 1557 року, під час нової атаки в січні 1559 року де Гіз захопив віддалені форти Ньєлле та Рісбанк, що дозволило взяти Кале в облогу і врешті захопити його.

## Підготовка
Після боротьби за Булонь у 1544—1546 роках, французам стала зрозумілою важливість відвоювання у англійців Кале, яке залишалось останньою англійською базою у Франції. За твердженням Пьєра де Бурдейля Брантома, план облоги Кале був розроблений ще адміралом Коліньї, який обстежив підступи до фортеці в 1556 році. У 1557 році Генріх II доручив захопити Кале Франсуа де Гізу, який 6 жовтня прийняв командування 50-тисячною армією, зібраною після поразки під Сен-Кантеном і герцог негайно почав підготовку.
Кале був із трьох боків оточений великими болотами, а узбережжя було вкрите сипучіми пісками. Взимку море затопляло околиці, залишаючи лише вузький прохід до міста, яке захищали два форти. Англійське командування, яке вважало в цю пору року свою позицію неприступною, мало звичай з осені до весни скорочувати гарнізон Кале до кількох сотень людей.
До кінця року в районі фортеці були лише незначні сутички. Наприкінці листопада гарнізони Гіна та Кале вели невеликі бої з французами біля Реті та Хардінгена.
На початку грудня війська почали поступово стягуватися до району Кале. Щоб ввести супротивника в оману, їх переміщали невеликими групами, складними маршрутами. Герцог Неверський з 20 ротами швейцарців, такою самою кількістю німців, 15 ротами французів і кількома гарматами вдав, що прямує до Люксембурга і Арлона, з наміром потіснити іспанців, а сам де Гіз вирушив у бік Сен-Кантена, Ама і Ле-Катле, щоб створити враження нападу на ворожі комунікації .
Основні сили збиралися в районі Аббвіля. Повністю приховати концентрацію військ було неможливо, і 12 грудня губернатор Нового Едену повідомляв Еммануїлу Філіберту про скупчення під Аббвілем 2000 швейцарців, 1000 ландскнехтів, 30 французьких загонів, 500—600 рейтарів і кількох ордонансових рот, а також про прибуття в булонь маршала П'єтро Строцці з содатами з Італії та доставці в Монтрей артилерії. Іспанці, у тому числі губернатор Артуа Бюньікур, припускали, що війська збираються для атаки Едена або Ранті, і губернатор Кале Томас Вентворт дотримувався тієї ж думки .

У лорда Грея виникли деякі побоювання, і він поінформував королеву про недостатній захист Гіна. У відповідь 21 грудня Марія Тюдор наказала зберегти кілька загонів, які збиралися розпустити на зиму .

Область Кале у 1360

26 грудня барон Уентворт, який отримав нові шпигунські повідомлення, почав виявляти занепокоєння, і наступного дня в Калі було зібрано військову раду за участю лорда Грея. Було вирішено посилити гарнізони кількох фортів і просити королеву про посилку підкріплень. Марія Тюдор наказала графу Ратленду негайно направити в Кале додаткові сили, але 29-го Уентворт остаточно переконався, що французи збираються напасти на Еден, тому було вирішено обмежитися відправкою з Дувра сорока-п'ятдесяти солдатів .
30 грудня сили де Гіза наблизилися до кордону англійських володінь. Ескадра Жана Рібо мала здійснювати постачання, супроводжуючи корпус Строцці, що йшов уздовж узбережжя, а кораблі Понсара де Форса блокували протоку.
31 грудня все було готове до вторгнення. 20-тисячне угруповання (10 тис. швейцарців, 6 тис. ландскнехтів, 800 рейтарів, 500 важкоозброєних вершників, 400 шеволежерів, французькі загони та потужна артилерія) зосередилася між Амблетезом і Маркізом. За словами сучасників, герцог де Гіз не хотів розпочинати атаку у нещасливому для французів 1557 року, і чекав, коли продзвонять опівночі. Уентворт знав про скупчення сил противника, і сумнівався, що вони вторгнуться на англійську територію, але вважав, що французи пройдуть через неї на Гравлін, про що попередив тамтешнього губернатора .

## Укріплення Кале

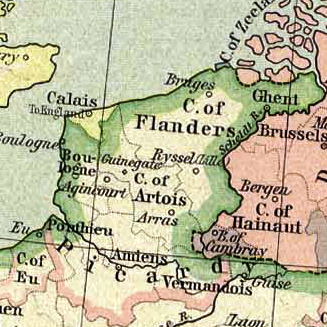
Регіон Кале у 1477 році

Місто Кале мало вигляд чотирикутника, витягнутого вздовж моря із заходу на схід і було оточене потужною стіною з вежами на невеликій відстані друг від друга. Фортечних воріт було чотири: Уотергейт («Водяна брама») і Лантергейт на північній стороні, до моря; Мілкгейт («Молочні») на сході, і Булленгейт («Булонські») на півдні. Укріплення були модернізовані при Генріху VIII та Едуарді VI, особливо, старі кутові вежі (Бошан на північному сході, Девелін на південному сході, Кутова (Корнер Тауер) на південному заході). Ці вежі були перетворені на трикутні бастіони, прикриті ровами. У північно-західному кутку височів масивний квадратний замок Філіпа Юрпеля з шістьма баштами і донжоном на заході. Він був відокремлений від міста широким ровом .
Місто було оточене широкими ровами. Їх контрескарп посилювали замок та велика кругла вежа, пов'язана куртиною із західним краєм набережної. Властивості місцевості надавали додаткову перевагу. Річка Ам, що служила портом, перегороджувала підхід із заходу. Прибережні дюни оточували фортецю Рісбан, що захищала порт. Між Кале і Сангаттом грунт був болотистим, так само, як на півдні та сході. Єдиним проходом було шосе із Сангатта до мосту Ньйолі, яке захищала сильна фортеця. Шлюзи дозволяли у разі потреби затопити узбережжя. За наявності достатнього гарнізону та енергійного командувача Кале був би майже неприступний .

## Атака Ньєля та Рісбана
1 січня французький авангард атакував у Сангатта невеликий форт, що замикав шосе на Ньєлі. Укріплення складалось з простого земляного больверка із чотирма фланками, захищеного ровом. Його штурмували дві-три тисячі аркебузирів та загін піших дворян. Після недовгого опору Оші маршал Кале наказав відступати. Інші французькі загони напали на форти Фретен і Ньєль-ле-Кале, що були захоплені тієї ж ночі, як казали, через те, що Уентворт вивів звідти війська для посилення оборони Ньєля.
2 січня о 9 годині ранку французи почали наступ по дорозі до Ньєля. Захисники цього місця здійснили вилазку та зустріли атакуючих сильним артилерійським вогнем. Капітану Гурдану, який пізніше став першим французьким губернатором Кале, ядром відірвало ногу. Герцог де Гіз особисто прибув під стіни фортеці, і наказав своєму братові Омалю та великому магістру артилерії д'Естре поставити батареї.
Увечері того ж дня Естре, Строцці, Терм і губернатор Булоні Сенарпон провели рекогносцировку позицій у Рісбана, підійшовши до форту по дюні, що лежала між болотом і берегом моря, і з'ясувавши, де можна поставити артилерію. Слід було поспішити з оволодінням цими двома фортецями, і де Гіз наказав провести два штурми одночасно. Французи опанували болевірки на захід від Кале. На військовій раді за участю магістра артилерії Джона Хайфілда Уентворта, який прибув з Англії, намагалися переконати відкрити шлюзи Ньєля, щоб не дати противнику підійти до Кале з півдня і сходу. Губернатор відмовився це зробити. Він не вважав, що успіхи французів вимагають застосування крайніх заходів, боявся затопити випаси та перешкодити виробництву пива .
Уентворт продовжував слати королеві бадьорі повідомлення, явно применшуючи загрозу фортеці. У англійців залишалася можливість протидіяти де Гізу, покликавши на допомогу іспанські війська, але це не було зроблено як з вини Уентворта, так і через побоювання хитрощів іспанців: англійці боялися, що після перемоги союзники можуть відмовитися виводити свої війська. Увечері 2 січня Уентворт відіслав свою дружину і ще кількох дам у Гравлін, повідомивши через них, що сил для оборони Ньєля достатньо. Губернатор Гравліна Вандевіль висловив сумнів у тому, що Кале вистоїть без сторонньої допомоги.
На ранок 3 січня французи закінчили встановлення батарей перед Ньєлемі і Рісбаном. Капітан Ніколас Александер, який командував у Ньєлі, просив допомоги у губернатора, але той обмежився дозволом здати фортецю, якщо захист стане неможливим. Скориставшись цим, Александер після перших пострілів вступив у переговори і, заклепавши гармати, залишив фортецю, не протримавшись навіть двох годин .
Рисбан упав так само швидко. Потужна батарея французів швидко придушила вогонь фортечних гармат, і гарнізон зі 150 чоловік у паніці відмовився продовжувати опір. Море, що високо піднялося, відрізало фортецю від міста, і командир Джон Харлстон не міг ані залишити позицію, ні запросити у губернатора дозволу на капітуляцію. В результаті йому довелося здатися на ласку переможця. Хайфілд, побачивши, що французи вступають до Рісбана, зробив по них кілька пострілів, але Уентворт, бачачи, що вони не дають ефекту, розпорядився припинити вогонь.
Взяття Ньєля дозволило відрізати Кале з суші, запобігши можливій спробі іспанців чи фламандців надати допомогу фортеці, а падіння Рісбана мало вирішальне значення, перекривши зв'язок обложених з морем. 3 січня граф Ратленд вийшов з Дувра з підкріпленнями, але на півдорозі через протоку зустрів військовий корабель Le Sacre, який повідомив про втрату Рісбана. Дізнавшись про це, війська відмовилися рухатися далі, і Ратленд довелося повернутися  .

## Атака замку
Для забезпечення безпеки зі сторони іспанських володінь Гіз висунув на схід частини принца Ла-Рош-сюр-Йона у складі 20 загонів французької піхоти, 800 рейтар та 200—300 важкоозброєних кіннотників. Одночасно де Терм із загонами легкої кавалерії, жандармами та швейцарцями зайняв дорогу від Гіна до узбережжя. До вечора 3 січня місто було обкладено з усіх боків .
Вранці 3 січня військова рада Кале ухвалила рішення евакуювати жінок до Фландрії. 4 січня французька батарея, встановлена на дюні у Рісбана, розпочала обстріл північної стіни. Хайфілд відповідав вогнем 14 гармат, але вони були швидко подавлені зустрічним вогнем, а багато англійських канонірів було убито.
У ніч із 4 на 5 січня д'Андело перейшов вбрід через Ам із 1500 людьми і встановив із боку приморського передмістя ще одну батарею з північного боку замку. Де Гіз знав, що на цій ділянці фортечна стіна не була посилена земляним укосом у достатній мірі і погано гасила удари ядер, і розраховував зробити в цьому місці пролом .
5 січня французи без особливого успіху продовжували обстріл, оскільки дюнна батарея була надто далеко від міста. Андело досяг більшого успіху, зробивши пролом, після чого приготувався до штурму замку. Вранці 6 січня дві батареї, що налічували 30 гармат і три великі кулеврини, відкрили потужний вогонь, швидко проробивши проломи, достатні для штурму. Уентворт вирішив пожертвувати замком, стягнувши всі сили для оборони міста. Після жорстокої канонади, що тривала весь день, Строцці запропонував Гізу переправити великий загін на допомогу Андело, який закінчив рити траншеї. Близько 11 години вечора він почав переправу, але англійці зустріли його сильним аркебузним вогнем і, втративши 30 людей, Строці відступив .
Де Гіз направив Андело загін із 200 аркебузірів та латників на чолі з Граммоном. Французи пішли на штурм і швидко проникли в замок, виявивши там лише 20 солдатів, які здалися без бою. Було дві години ночі, але жителі Кале навіть не помітили штурму, оскільки війська не зробили жодного пострілу. Наказ Уентворта про підрив донжона не було виконано .
Де Гіз швидко перекинув до замку резерви герцога Омальського і маркіза д'Ельбефа і частини Естре і Таванна, а сам повернувся на дюну, поки морський прилив не відрізав його від основних сил .
На просторі між замком та містом французи нарешті натрапили на завзятий опір. Джон Хайфілд поставив батарею навпроти замку, зустрівши атакуючих гранатами та накривши двір замку навісним вогнем. Гарнізон під командуванням маршала Оше відбив перший штурм, контратакував замковим мостом і відкинув французів у двір, де почалася жорстока сутичка. Незабаром французи зробили нову атаку, а де Гіз висунув кілька гармат до простору між містом і замком, щоб взяти у фланг англійців під час їхнього проходу мостом. Артилерійський вогонь завдав англійцям великих втрат, маршал Оше був поранений, а його сина вбили .

## Капітуляція
Настав ранок і на море був відплив. Де Гіз отримав можливість перекинути додаткові сили, і Уентворт втратив надію утримати місто. О 10 годині ранку 7 січня він відправив Хайфілда з пропозицією переговорів .
За умовами капітуляції англійці здавали місто з усім озброєнням та припасами. Гарнізону надавалась можливість повернутись до Англії. Парламентер та ще 50 офіцерів на вибір де Гіза утримувалися для отримання викупу. Жителі міста підлягали депортації до Англії чи Фландрії, на вибір. Їхні гроші та майно надходили в розпорядження де Гіза. 8 січня Кале був зданий .
7 січня англійський флот адміралів Ралфа Чемберлена і Вільяма Вудхауза вийшов із Дувра, і 8-го з'явився на рейді Кале, де зустріли залпи французьких батарей. Обстеживши узбережжя, і з'ясувавши, що противник опанував всі укріплення, кораблі повернулися до Англії. 9-го королеві доповіли про падіння Кале. Наступного дня вона наказала Томасу Чейну і графу Ратленду перевести до Дюнкерка всі англійські загони, розкидані по узбережжю, щоб, з'єднавшись з армією Еммануеля Філіберта, спробувати відвоювати місто .
13 січня 12 рот французів обложили Гін, поставивши проти нього 35 гармат. Лорд Грей здався після восьмої години хороброго, але безнадійного опору, після зради його солдат, які вирішили капітулювати. Гарнізон Ама, який виявився відрізаним, залишив фортецю і пішов на іспанську територію.

## Підсумки
Взяття Кале було великим успіхом французів, які закінчили 500-річну боротьбу з англійцями, повністю вигнавши загарбників зі своєї території. Для уряду Марії Тюдор це був тяжкий удар. Громадська думка могла пояснити стрімке падіння неприступної фортеці лише однією причиною — зрадою. Вважається, що командному складу Кале: лорду Уентворту, контролеру Едварду Грімстону, капітану замку Ралфу Чемберлену, капітану Ньєлі Ніколасу Александеру і капітану Рисбана Джону Харлстону пощастило опинитися в полоні у Франції, бо в іншому випадку в Англії їх би позбавили життя. Навіть серед рядових солдатів і молодших офіцерів багато хто був кинутий у в'язницю і постали перед трибуналами .
Джон Хайфілд, відпущений французами, з'явився до Брюсселя, де виклав Еммануелю Філіберту причини невдачі: слабкість гарнізону та поганий стан укріплень, додавши підозри щодо зради Уентворта. Він просив дати йому роту піхоти, але був затриманий як підозріла особа .
Полонені повернулися до Англії після укладання Като-Камбрезького світу. Уентворт постав перед судом перів і виправдали. Доказів зради не було, і Єлизавета не хотіла починати правління з розправи у стилі своєї старшої сестри .